# 北海道道1120号滨鬼志别港线
北海道道1120号滨鬼志别港线（日语：北海道道1120号浜鬼志別港線）是一条位于北海道宗谷郡猿拂村的普通道级道路（北海道道）。

## 道路概况
- 起点：北海道宗谷郡猿拂村滨鬼志別（滨鬼志別港）
- 終点：北海道宗谷郡猿拂村滨鬼志別
- 总距离：0.4千米

## 经过的自治体
- 宗谷综合振兴局
  - 宗谷郡猿拂村

## 主要连接道路
- 国道238号（终点）

## 历史
- 1994年（平成6年）4月1日 - 路線勘定（北海道告示第503号）